# Rock House (Arizona)
Rock House es un lugar designado por el censo ubicado en el condado de Gila en el estado estadounidense de Arizona. En el Censo de 2010 tenía una población de 50 habitantes y una densidad poblacional de 30,16 personas por km².

## Geografía
Rock House se encuentra ubicado en las coordenadas 33°37′50″N 110°56′28″O / 33.63056, -110.94111. Según la Oficina del Censo de los Estados Unidos, Rock House tiene una superficie total de 1.66 km², de la cual 1.57 km² corresponden a tierra firme y (5%) 0.08 km² es agua.

## Demografía
Según el censo de 2010, había 50 personas residiendo en Rock House. La densidad de población era de 30,16 hab./km². De los 50 habitantes, Rock House estaba compuesto por el 96% blancos, el 0% eran afroamericanos, el 2% eran amerindios, el 0% eran asiáticos, el 0% eran isleños del Pacífico, el 0% eran de otras razas y el 2% pertenecían a dos o más razas. Del total de la población el 12% eran hispanos o latinos de cualquier raza.